# Secessão de Munique

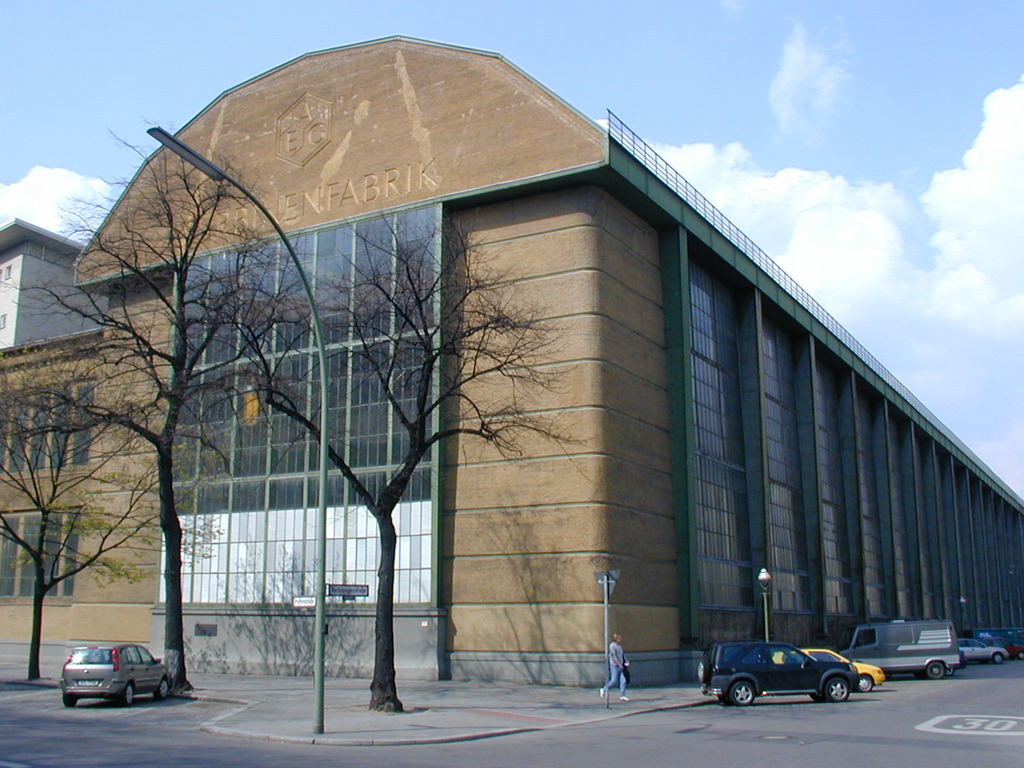
Fábrica de turbinas da AEG, 1910. Projeto de Peter Behrens

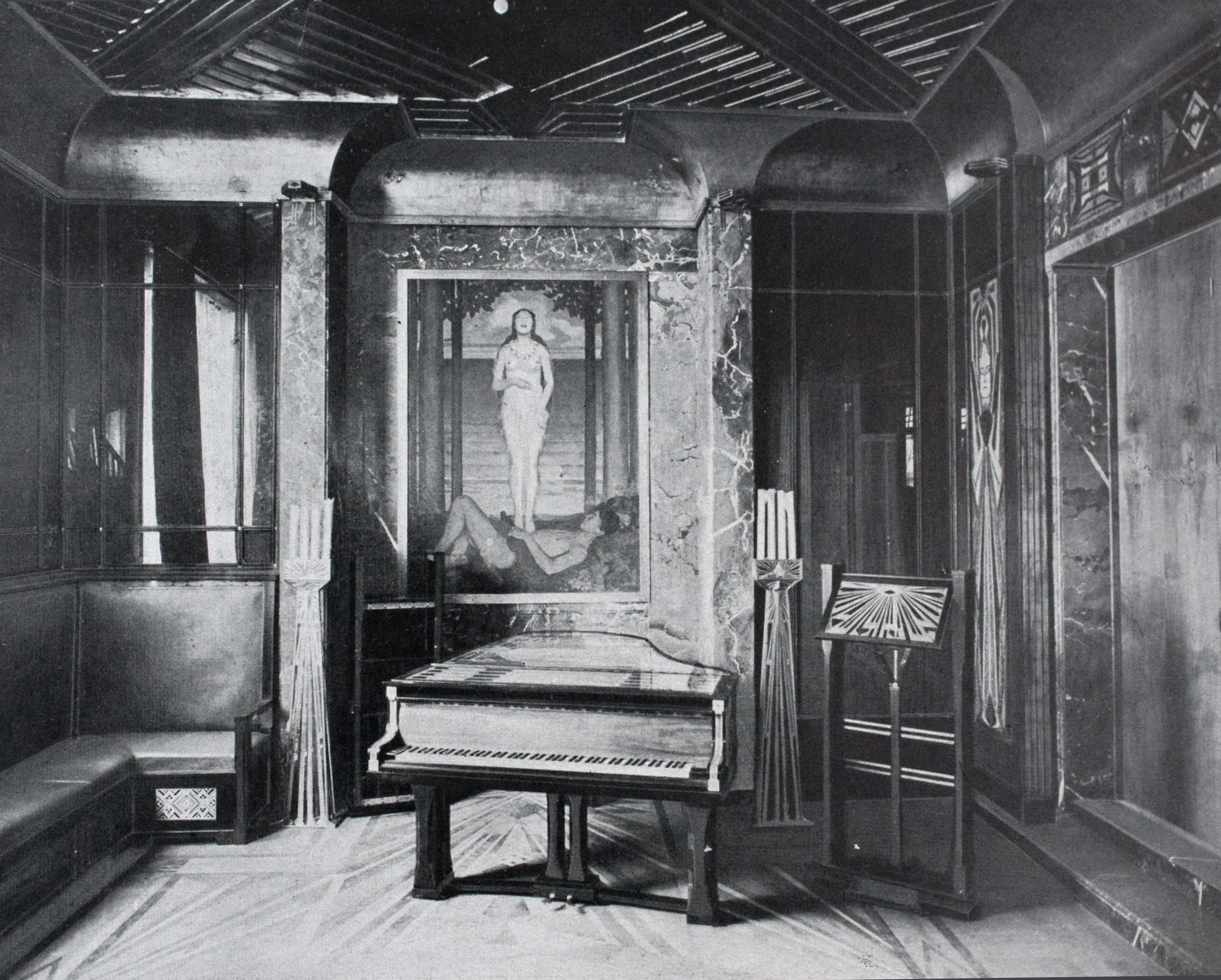
Peter Behrens - Sala de música da Casa Behrens com piano de cauda Schiedmayer

A Secessão de Munique (Münchener Secession) foi uma associação artística que se separou da Associação de Artistas de Munique. Foi fundada em 1892 por um grupo progressista de artistas plásticos, cuja influência se estendeu às artes visuais e ao design de produtos.  
Peter Behrens, um de seus membros fundadores, estudou na Kunstgewerbeschule em Hamburgo, na Kunstschule em Karlsruhe e na Dusseldorfer Akademie, tendo trabalhado como pintor e designer gráfico em Munique, sob forte influência do movimento Jugendstil. Além de Behrens, outros membros de maior destaque foram o simbolista belga Fernand Khnopff e o alemão Franz von Stuck. 
A Secessão de Munique deu origem à Associação dos Artistas de Nova Munique, em 1909. 
Durante a “limpeza cultural” promovida pelo Terceiro Reich e devido à suposta “influência corrosiva na nossa vida nacional”, a Secessão de Munique foi dissolvida em 1938, mas retomou as suas atividades em 1946, após a Segunda Guerra Mundial. 

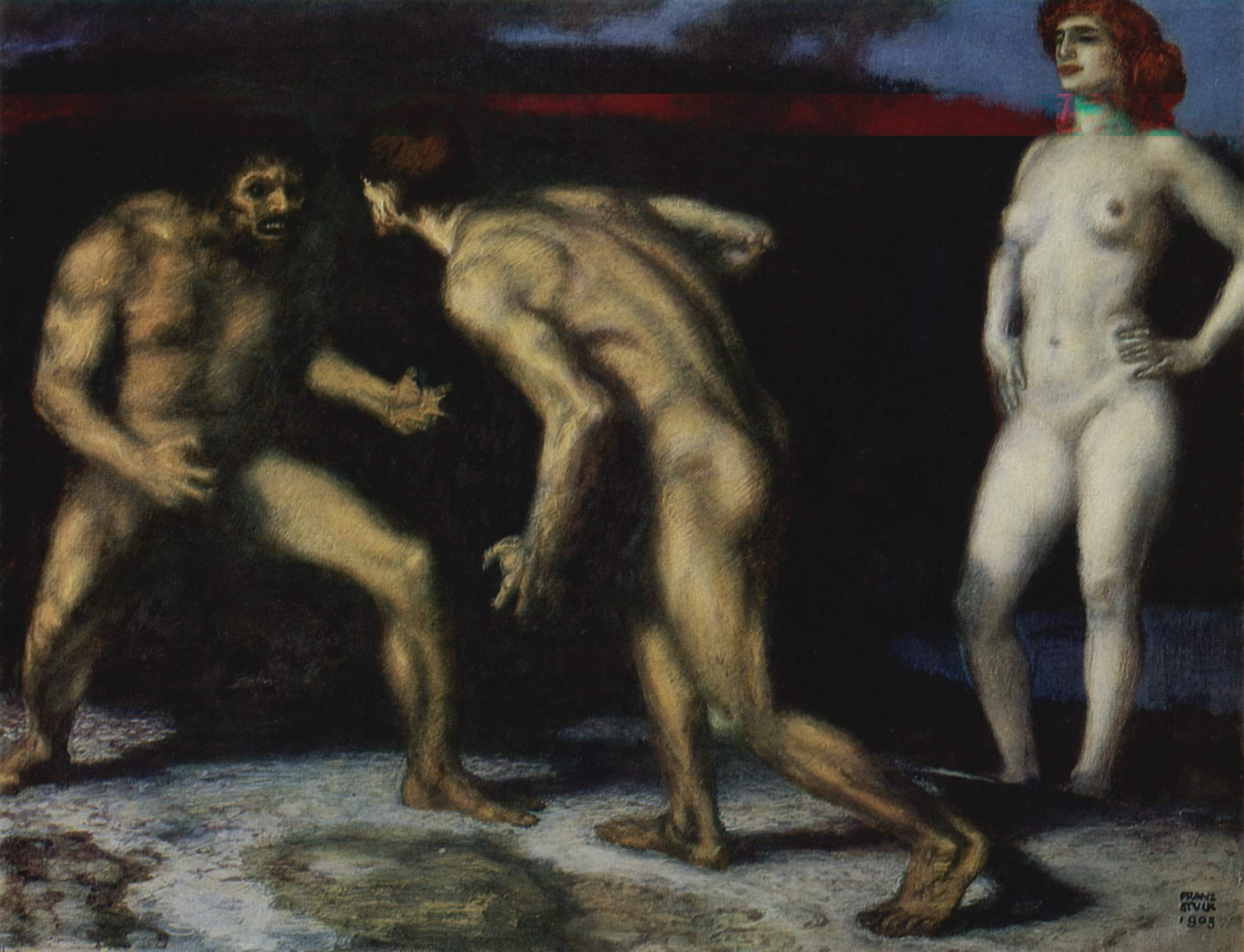
Franz von Stuck - Luta pela mulher

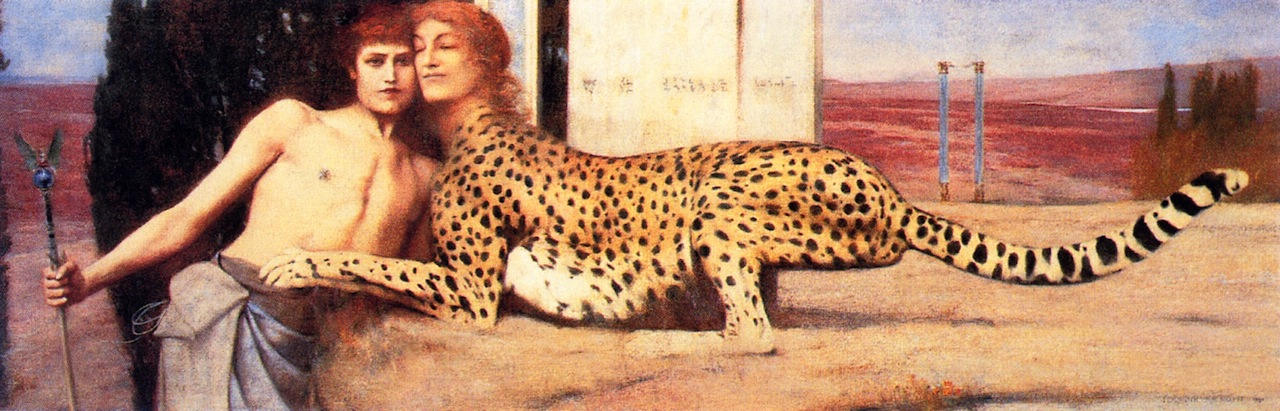
Fernand Khnopff - Arte (A Ternura da Esfinge)

Apesar de influente, os especialistas consideram que a Secessão de Munique foi de um caráter menos inovador do que a Berlinense ou mesmo a Vienense.